# ホエア・イズ・ザ・フィーリング
「ホエア・イズ・ザ・フィーリング」 (Where Is the Feeling?) は、オーストラリアのシンガーソングライターのカイリー・ミノーグの楽曲である。

## 背景
日本のみで『カイリー・ミノーグ』からの第一弾シングルとして発売された。その後、全世界で第三弾目のシングルカットとしてシングル用にミックスを変えて発売された、ビデオにはこのバージョンが使われている。

## トラック・リスト
- 日本盤CDシングル

1. "Where Is the Feeling?" (Album version) - 7:01
2. "Confide in Me" - 5:51

- CDシングル

1. "Where Is the Feeling? (BIR Dolphin Mix)" – 4:12
2. "Where Is the Feeling? (BIR Soundtrack)" – 13:26
3. "Where Is the Feeling? (Da Klubb Feelin Mix)" – 10:48
4. "Where Is the Feeling? (Morales Mix)" – 6:12
5. "Where Is the Feeling? (BIR Bish Bosh Mix)" – 4:46

- 12" シングル

1. "Where Is the Feeling? (BIR Soundtrack)" – 13:28
2. "Where Is the Feeling? (Da Klubb Feelin Mix)" – 10:48

## チャート
| チャート (1995年)                        | 最高順位 |
| ---------------------------------------- | -------- |
| オーストラリア (ARIA)                    | 31       |
| ヨーロッパ (Eurochart Hot 100)           | 41       |
| スコットランド (Official Charts Company) | 15       |
| UK シングルス (OCC)                      | 16       |